# Francisco Mangado Beloqui
Francisco Mangado Beloqui, também conhecido como Francisco "Patxi" Mangado (Estella, 1957) é um arquiteto espanhol.

## Biografia
Nasceu em Estella, Navarra, em 1957. Diplomou-se na Escola Técnica Superior de Arquitetura de Navarra, da Universidade de Navarra, onde é docente desde 1982. Foi também professor convidado na Harvard Graduate School of Design, onde fez uma pós-graduação, Eero Saarinen Visiting Professor na Yale School of Architecture. Em junho de 2008 foi um dos fundadores da Fundación Arquitectura y Sociedad. Atualmente (2011) é professor de Projeto no mestrado em Desenho Arquitetónico na Escola de Arquitetura da Universidade de Navarra e professor convidado na Escola Politécnica Federal de Lausana. Paralelamente ao trabalho académico, trabalha como arquiteto no seu atelier de Pamplona.

## Obras

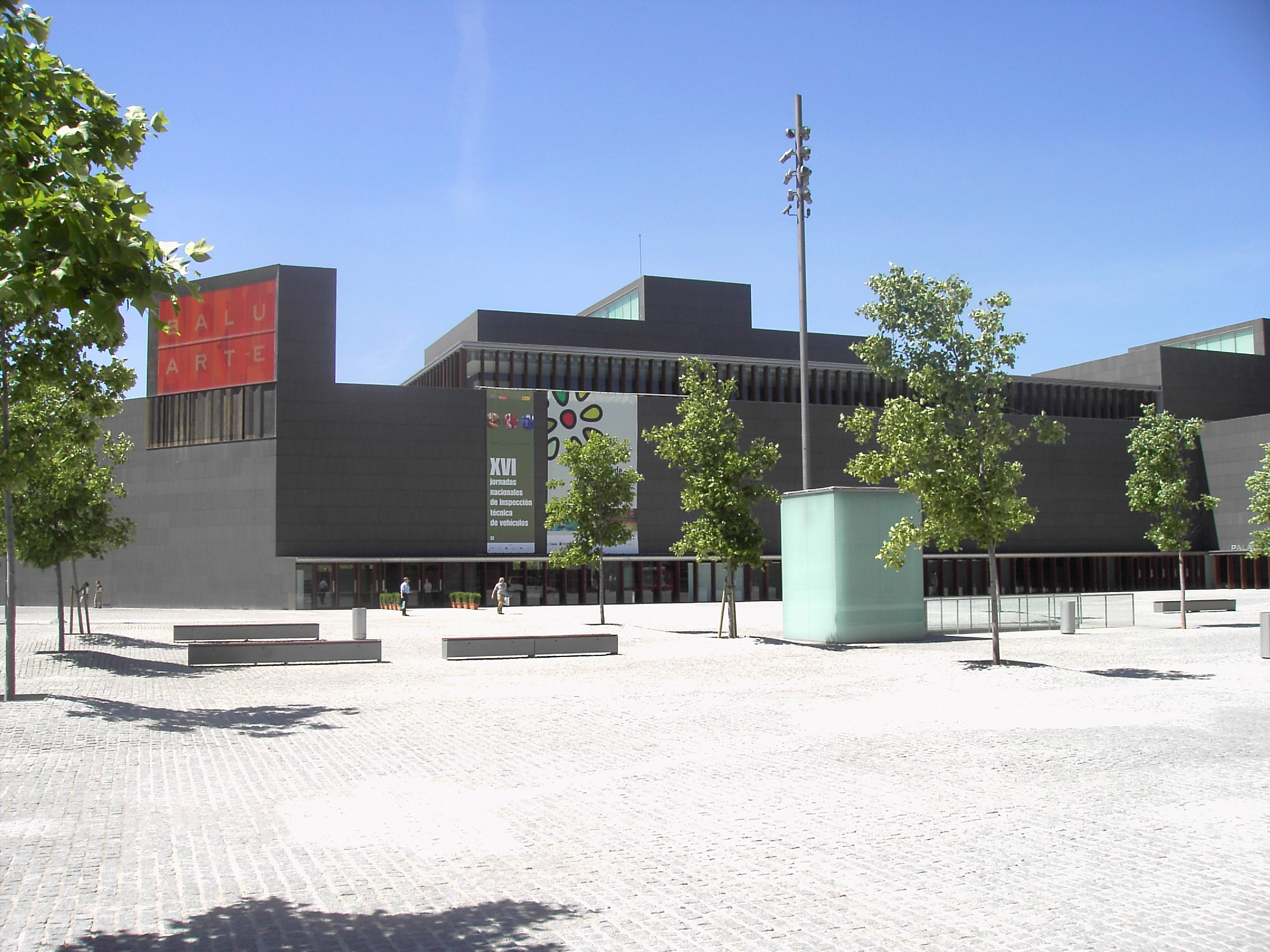
Palácio de Congressos e Auditório de Navarra, (Baluarte), em Pamplona

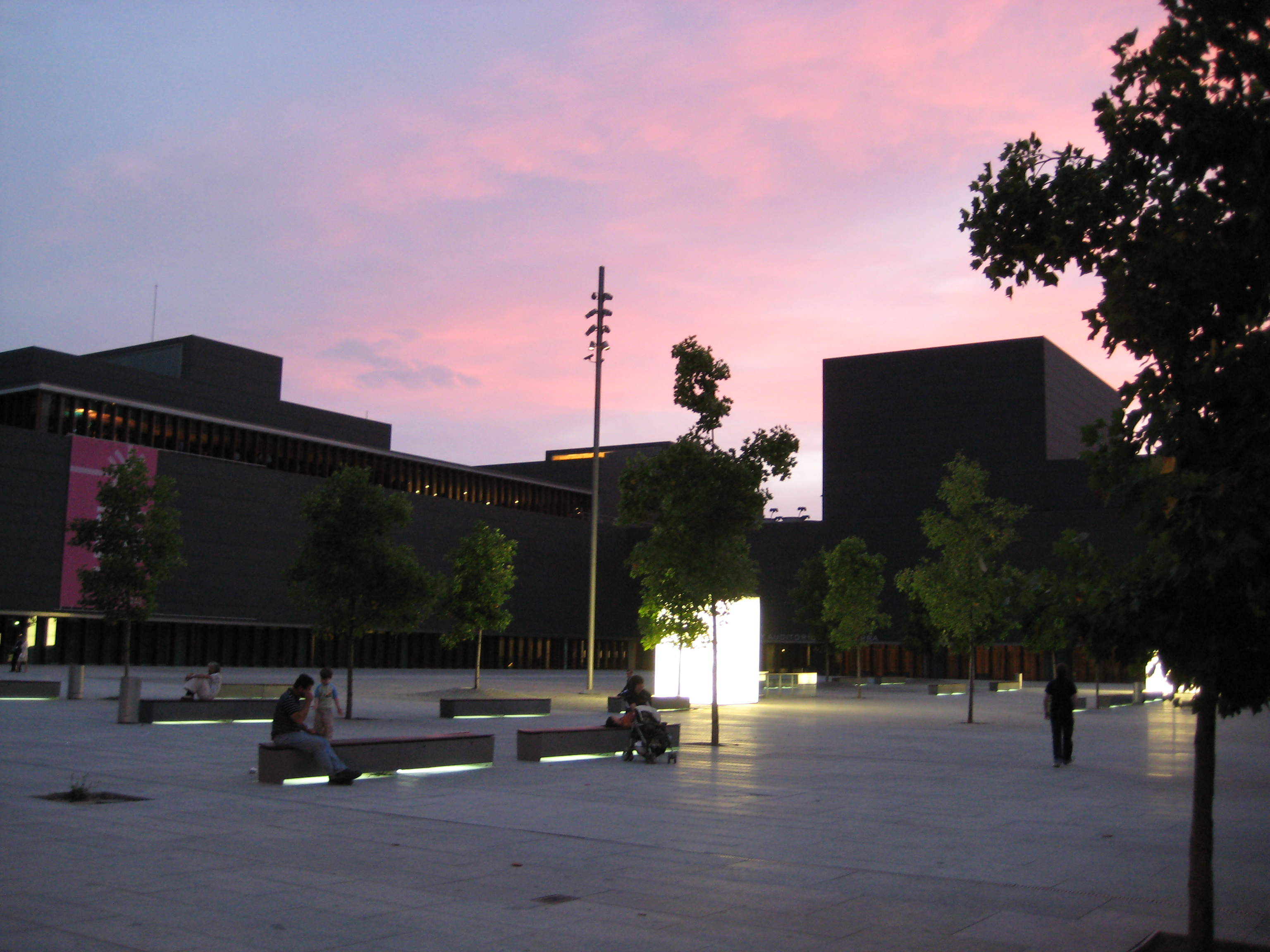
Palácio de Congressos de Navarra

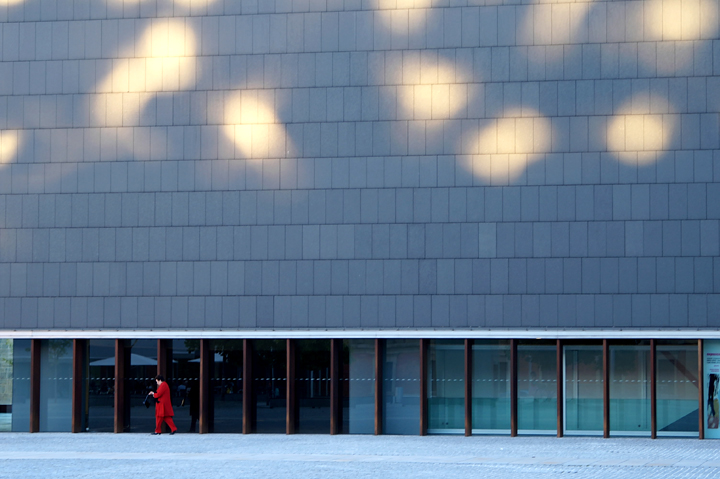
Palácio de Congressos de Navarra

| Obra                                                                                         | Local                    |
| -------------------------------------------------------------------------------------------- | ------------------------ |
| Adegas Marco Real                                                                            | Olite                    |
| 184 habitações sociais                                                                       | Pamplona (Mendillorri)   |
| Plaza de Los Fueros                                                                          | Estella                  |
| Centro de educação                                                                           | Pamplona (Mendillorri)   |
| Clube desportivo                                                                             | Zuasti (Cendea de Iza)   |
| Vivenda unifamiliar                                                                          | Irache (Cendea de Cizur) |
| Praça, centro de cultura e igreja                                                            | Thiene, Itália           |
| 31 casas e clube de reformados                                                               | Tafalla                  |
| Biblioteca Kansai                                                                            | Japão                    |
| Nave industrial para a Gamesa Eólica                                                         | Pamplona                 |
| Habitações sociais                                                                           | Zizur Mayor              |
| Restaurante La Manduca                                                                       |                          |
| Centro de saúde                                                                              | Pamplona (San Juan)      |
| Casa Mikaela (Prémio COAVN 2003)                                                             | Gorráiz (Egüés)          |
| Praça Pey-Berland                                                                            | Bordéus                  |
| Piscina cobierta                                                                             | Corunha                  |
| Adaptação da fábrica da Tejera para centro cultural de feiras, exposições e congressos       | Palência                 |
| 113 habitações sociais                                                                       | Pamplona (Mendillorri)   |
| Palácio de Congressos e Auditório de Navarra                                                 | Pamplona                 |
| Estação de Alta Velocidade de Las Delicias                                                   | Saragoça                 |
| Mosteiro, igreja e centro assistencial                                                       | Goa, Índia               |
| Edifício administrativo Diagonal-Glòries                                                     | Barcelona                |
| Escritórios para a Universidade de Navarra                                                   | Pamplona (Acunsa)        |
| Centro de Estudos e Investigações Técnicas de Guipúscoa                                      | São Sebastião            |
| Museu Arqueológico de Álava                                                                  | Vitória                  |
| Biblioteca central e arquivo administrativo do distrito de Gràcia                            | Barcelona                |
| Auditório, centro de congressos e hotel Casamar                                              | Vigo                     |
| Centro Municipal de Exposições e Congressos                                                  | Ávila                    |
| Novo Museu das Ciências                                                                      | Granada                  |
| Novo estádio de futebol de La Romareda                                                       | Saragoça                 |
| Centro turístico desportivo Baronía De Escriche                                              | Teruel                   |
| 270 casas em Bayer                                                                           | Barcelona                |
| Piscinas cobertas                                                                            | Lejona                   |
| Edifício de escritórios para o grupo empresarial FCC (Fomento de Construcciones y Contratas) | Madrid                   |
| Centro termal                                                                                | Caldas de Reis           |
| Auditório municipal                                                                          | Teulada                  |
| Centro de formação em novas tecnologia                                                       | Santiago de Compostela   |
| Estádio de futebol La Balastera                                                              | Palência                 |
| Piscina universitária                                                                        | Ourense                  |
| Pavilhão de Espanha na Expo 2008                                                             | Saragoça                 |
| Centro hípico de alto rendimento                                                             | Ultzama                  |
| Museu de Belas Artes                                                                         | Oviedo                   |
| Centro de Congressos                                                                         | Palma de Maiorca         |
| Habitações                                                                                   | Óbidos (Portugal)        |
| Edifício de escritórios e hotel                                                              | Buenos Aires (Argentina) |
| Cidade olímpica                                                                              | Gandia                   |

## Prémios e concursos
| Prémio / concurso | Obra                                                                                   | Ano  |
| --- | -------------------------------------------------------------------------------------- | ---- |
| Prémio FAD de Arquitetura | Palácio de Congressos e Auditório de Navarra (Baluarte)                                | 2004 |
| Inclusão na exposição sobre arquitetura espanhola no MoMA | Palácio de Congressos de Navarra; Centro Municipal de Exposições e Congressos de Ávila | 2006 |
| Prémio Saloni de Arquitetura |                                                                                        | 2007 |
| Vencedor do concurso | Museu de Belas Artes das Astúrias                                                      | 2006 |
| Prémio Saloni |                                                                                        | 2007 |
| Vencedor do concurso | Pavilhão de Espanha na Expo 2008 de Saragoça                                           |      |
| Prémio de Arquitetura Espanhola do Consejo Superior de los Colegios de Arquitectos de España                                                                               | Pavilhão de Espanha na Expo 2008                                                       | 2009 |
| Premio García Mercadal do Colegio Oficial de Arquitectos de Aragón | Pavilhão de Espanha na Expo 2008                                                       |      |
| Medalha de Ouro Giancarlo lus para o projeto mais inovador no campo da poupança energética e das tecnologias de energias renováveis, da União Internacional dos Arquitetos | Pavilhão de Espanha na Expo 2008                                                       |      |
| XIV edição dos Prémios Europeus do Cobre na Aqruitetura, do Instituto Europeu do Cobre                                                                                     | Museu Arqueológico de Vitória                                                          |      |
| Pémio Enor | Estádio da Balestera em Palência                                                       |      |
| Prémio Andrea Palladio |                                                                                        |      |
| Prémio Cidade de Thiene |                                                                                        |      |
| Prémio Architecti |                                                                                        |      |
| Prémio CEOE (Confederación Española de Organizaciones Empresariales) |                                                                                        |      |